# 許凱
許凱（英語：Kai Xu，1995年3月5日—），出生於中國廣東省深圳市，中国大陸男演员及模特兒，所属經紀公司為歡娛影視。身高188公分。2013年，獲得中國廣州市國際模特大賽全國總決賽平面組冠軍，以模特兒身份正式出道。2018年1月14日，參演湖南衛視電視劇《鳳囚凰》，以演員身份出道。2018年，主演清宮劇《延禧攻略》饰富察·傅恆獲得關注而知名。

## 演藝經歷
2013年，获得中國（广州）国际模特大赛全国总决赛平面组冠军，以模特兒身份出道。2016年，簽約歡娛影視并于華南農業大學金融系退学。同年，出演个人首部电视剧《夢回朝歌》（未播出），正式进入演藝圈。2018年，搭檔吴谨言主演清宮劇《延禧攻略》，饰演富察·傅恆，大受欢迎。
2019年，搭档白鹿主演古装仙侠剧《招搖》，饰演男主角厲塵瀾；隨後，两人二搭民國冒险动作剧《烈火軍校》，饰演男主角顾燕帧。同年10月17日，入选2019福布斯中国30岁以下精英榜。
2020年，搭檔張榕容主演古装仙侠剧《从前有座灵剑山》，饰演男主角王陆。同年，搭档吴佳怡主演古装仙侠剧《天舞纪》，饰演男主角李玄。
2021年4月15日，搭檔李一桐主演的古裝爱情剧《驪歌行》在騰訊視頻、愛奇藝播出，劇中飾演男主角盛楚慕。6月17日，搭檔周冬雨主演的古裝仙侠剧《千古玦尘》在腾讯视频独播，许凯在劇中一人分饰白玦、柏玄及清穆三个角色。 6月23日，搭檔程瀟主演的《你微笑時很美》在腾讯视频、优酷播出，劇中飾演男主角陸思誠。
2022年2月22日，再次搭檔吴谨言主演的古裝爱情剧《尚食》在芒果TV首播。7月27日，搭檔钟楚曦主演的民国冒险动作剧《迷航崑崙墟》在爱奇艺、腾讯视频播出。
2022年11月14日，搭檔楊冪主演的現代劇《愛的二八定律》，在騰訊視頻播出，劇中飾演男主角陽華，扮演智商極高的居家宅男，實際上卻是曾經叱吒華爾街的金融鉅子。劇播期間男主角陽華獲得貓眼熱度第一名之高關注度。
2024年7月2日搭檔譚松韻領銜主演的《你比星光美麗》在湖南衛視、騰訊視頻、芒果TV首播。該劇講述了北漂女孩紀星不甘於壓抑內卷的職場生活，辭職走上艱苦創業之路，最終成功拉到投資人韓廷入夥，二人在醫療與健康行業中攜手共進，致力於為中國AI在線醫療開出一片天地，也在事業奮鬥中收穫愛情的故事。一播出迅速奪下中國戲劇熱度榜冠軍。

## 影視作品

### 電視劇/網絡劇
| 年份   | 電視劇名稱         | 角色                   | 備註   |
| 2018年 | 《凤囚凰》         | 沈遇                   |        |
| 2018年 | 《延禧攻略》       | 富察·傅恆              |        |
| 2019年 | 《招摇》           | 厲塵瀾／墨青           |        |
| 2019年 | 《烈火军校》       | 顧燕禎                 |        |
| 2019年 | 《從前有座靈劍山》 | 王陸                   | 網路劇 |
| 2020年 | 《天舞纪》         | 李玄                   | 網路劇 |
| 2021年 | 《驪歌行》         | 盛楚慕（原型：程处嗣） |        |
| 2021年 | 《千古玦尘》       | 白玦／清穆／柏玄       | 網路劇 |
| 2021年 | 《你微笑時很美》   | 陸思誠（Chessman）     | 網路劇 |
| 2022年 | 《尚食》           | 朱瞻基                 |        |
| 2022年 | 《迷航昆仑墟》     | 丁雲齊                 | 網路劇 |
| 2022年 | 《爱的二八定律》   | 陽華                   |        |
| 2023年 | 《雪鹰领主》       | 东伯雪鹰               | 網路劇 |
| 2023年 | 《乐游原》         | 李嶷                   | 網路劇 |
| 2024年 | 《祈今朝》         | 越今朝／扁絡桓         |        |
| 2024年 | 《承欢记》         | 姚志明                 |        |
| 2024年 | 《你比星光美丽》   | 韓廷                   |        |
| 2025年 | 《子夜归》         | 梅逐雨                 | 網路劇 |
| 待播   | 《火場追凶》       | 俞瞳                   |        |
| 待播   | 《方圆八百米》     |                        | 網絡劇 |
| 待播   | 《一瓯春》         |                        |        |

### 電影
| 上映年份 | 電影名稱       | 角色   |
| 2019年   | 《蓝色生死恋》 | 韩泰   |
| 2021年   | 《1921》       | 沈雁冰 |

### 微电影
| 上映年份 | 電影名稱         | 角色     |
| 2020年   | 《最后一场电影》 | 小镇青年 |
| 未知     | 《角色》         | 未知     |

### 綜藝節目
| 年份   | 綜藝節目         | 備註     |
| 2023年 | 密室大逃脫第五季 | 常駐嘉賓 |
| 2024年 | 密室大逃脫第六季 | 常駐嘉賓 |
| 2025年 | 密室大逃脫第七季 | 常駐嘉賓 |

## 音樂作品

### 合作單曲
| 發佈日期 | 歌曲名稱     | 歌曲資料                                         | 備註                                        |
| 2019年   | 《入夢》     | - 作詞／製作人：王耀光 - 作曲：艾晴 - 編曲：趙瑟 | 與白鹿合作演唱 網絡劇《烈火軍校》插曲       |
| 2021年   | 《第一默契》 | - 作詞：溫莨 - 作曲：瞿子千                      | 與程瀟合作演唱 網絡劇《你微笑時很美》片尾曲 |
| 2021年   | 《Paj》      | Rap                                              | 《決戰平安京》廣告曲                        |

## 獎項與榮譽

### 大型頒獎禮獎項
| 年份   | 頒獎典禮                                   | 作品         | 獎項                 | 結果 |
| ------ | ------------------------------------------ | ------------ | -------------------- | ---- |
| 2013年 | 中国(广州)国际模特大赛全国总决赛平面组冠军 | 不適用       | 不適用               | 獲獎 |
| 2018年 | 2019爱奇艺尖叫之夜                         | 不適用       | 年度戲劇潛力藝人     | 獲獎 |
| 2019年 | 2019福布斯中国30岁以下精英榜               | 不適用       | 不適用               | 入选 |
| 2019年 | 2019第六屆文榮獎                           | 《烈火軍校》 | 最佳男主角           | 獲獎 |
| 2019年 | 第16屆MAHB年度先生盛典                     | 不適用       | 年度電視劇演員       | 獲獎 |
| 2019年 | 2019騰訊視頻星光大賞                       | 不適用       | 年度風雲人物         | 獲獎 |
| 2019年 | 2020爱奇艺尖叫之夜                         | 不適用       | 年度戏剧人气男艺人   | 獲獎 |
| 2020年 | 2020騰訊視頻星光大賞                       | 不適用       | 年度飛躍藝人         | 獲獎 |
| 2023年 | 2023騰訊視頻星光大賞                       | 不適用       | 年度魅力藝人         | 獲獎 |
| 2023年 | 2023騰訊視頻星光大賞                       | 不適用       | 年度海外最受欢迎演员 | 獲獎 |